# Източна Бата
Източна Бата е департамент, разположен в регион Бата, Чад. Департаментът се поделя на под-префектурите: Ам Сак, Асине, Харазе Джомбо Киби, Ум Хаджер. Негов административен център е град Ум Хаджер.